# عمارة إندونيسيا

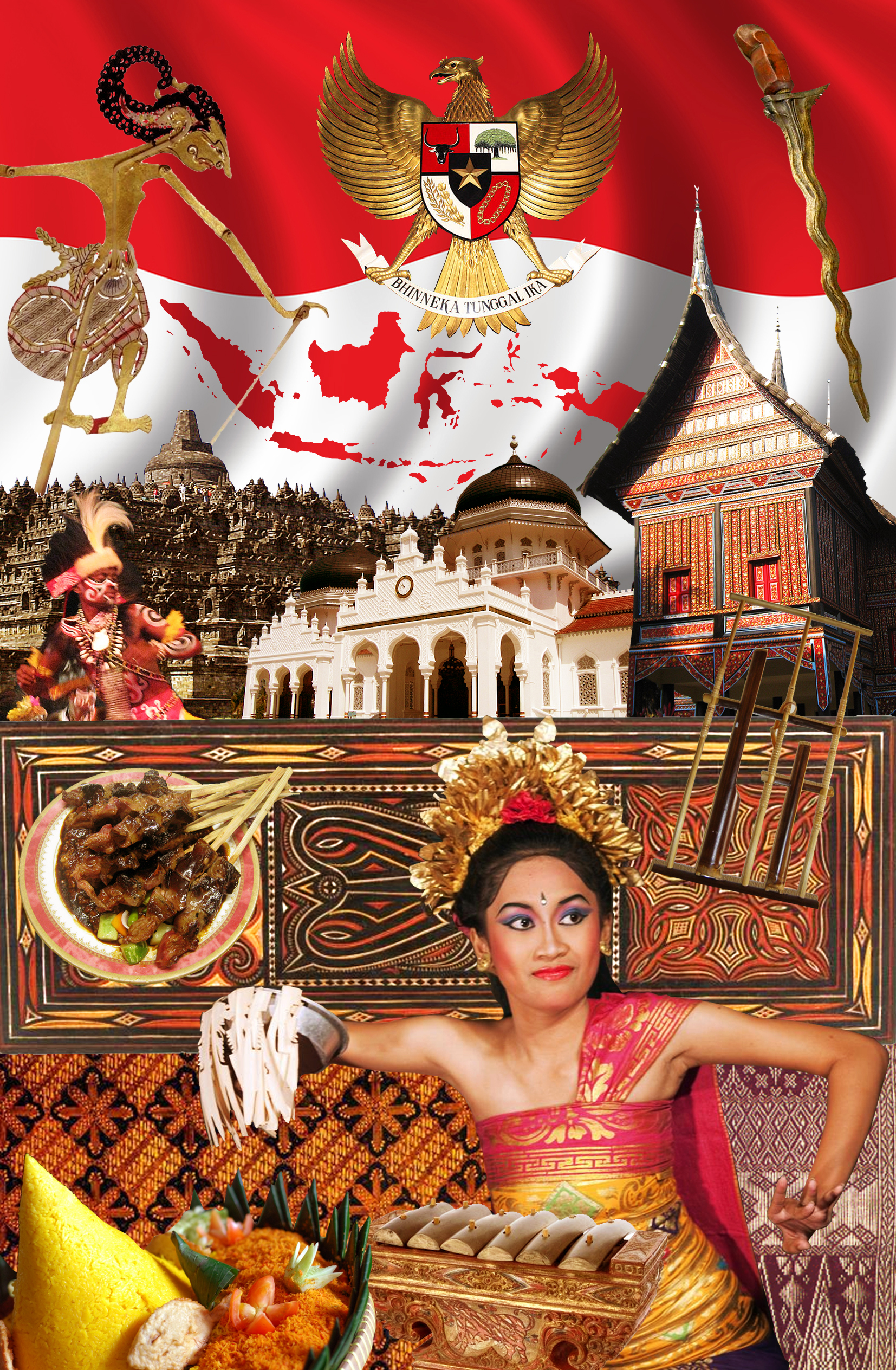

تعكس العمارة في إندونيسيا تنوع التأثيرات الثقافية والتاريخية والجغرافية التي شكلت إندونيسيا بكاملها. جلب الغزاة والمستعمرون والمبشرون والتجار والمتداولون تغييرات ثقافية أثرت بعمق على أساليب البناء وتقنياته.
طُور عدد من المنازل العامة في إندونيسيا في جميع أنحاء الأرخبيل. تتنوع البيوت والمستوطنات التقليدية التي تضم عدة مئات من المجموعات العرقية في إندونيسيا للغاية ولديها تاريخها الخاص. تتمتع المنازل بأهمية اجتماعية في المجتمع وتُظهر براعة محلية في علاقاتها بالبيئة وفي التنظيم المكاني.
تقليديًا، كان الأسلوب الهندي صاحب التأثير الأجنبي الأكبر. مع ذلك، لعبت التأثيرات الصينية والعربية والأوروبية أيضًا أدوارًا مهمة في تشكيل العمارة الإندونيسية. تتنوع العمارة الدينية من الأشكال الأصلية إلى المساجد والمعابد والكنائس. بنى السلاطين والحكام الآخرون القصور. هناك إرث كبير من العمارة الاستعمارية في المدن الإندونيسية. شهدت إندونيسيا المستقلة تطوير نماذج جديدة لعمارة ما بعد الحداثة والعمارة المعاصرة.

## العمارة العامية التقليدية
ترتبط المجموعات العرقية في إندونيسيا غالبًا بشكل مميز من روماه عادات (المنزل التقليدي) يكون خاصًا بها. تشكل المنازل مركز شبكة من العادات والعلاقات الاجتماعية والقوانين التقليدية والمحرمات والأساطير والأديان التي تربط القرويين معًا. يوفر المنزل التركيز الرئيسي للعائلة ومجتمعها، وهو نقطة الانطلاق للعديد من الأنشطة لسكانها. يبني القرويون منازلهم الخاصة، أو تجمع مجموعة مواردها لتبني منشأة تحت إشراف خبير بناء و/أو نجار.
تشترك غالبية الشعوب الإندونيسية في أصول أسترونيزية، وتشترك المنازل التقليدية في إندونيسيا في عدد من الخصائص مع منازل من مناطق نمساوية أخرى. كانت المنشآت الأسترونيزية الأقدم في السابق بيوتًا خشبية مشتركة على ركائز، مع أسقف منحدرة حادة وجملونات كبيرة مثل روماه عادات الباتاقيين (المنازل التقليدية للباتاقيين) والتونغكونان لدى التوارجا. عُثر على اختلافات في مبدأ البيت الطويل الشعبي بين شعب الداياك في بورنيو وكذلك شعب مينتاواي.
كان المعيار نظام الجائز والعتب الإنشائي الذي ينقل الحمل مباشرة إلى الأرض، إما عبر جدران مصنوعة من الخشب أو الخيزران، لا تعتبر جدران حاملة. بشكل تقليدي، استُخدمت وصلات النقر واللسان والأوتاد الخشبية بدلًا من المسامير. وكانت التقليدية (روماه عادات) تُبنى من المواد الطبيعية مثل الأخشاب والخيزران والقش والألياف. يمتلك المنزل التقليدي في نياس نظام الجائز والعتب الإنشائي مع مفاصل مرنة خالية من المسامير، وجدران غير حاملة تُعتبر تقليدية في روماه عادات.
تطورت المساكن التقليدية للاستجابة لمناخ الرياح الموسمية الرطبة الحارة في إندونيسيا. تُبنى معظم المنازل التقليدية على ركائز، مثلما هو الحال في جميع أنحاء جنوب شرق آسيا وجنوب غرب المحيط الهادئ، باستثناء جافا وبالي. يسمح بناء المنازل المرتفعة عن الأرض لنسمات الهواء بالتخفيف من درجات الحرارة الاستوائية الحارة، ويرفع المسكن فوق جريان مياه الأمطار والطين، ويسمح ببناء المنازل على الأنهار والأراضي الرطبة، ويحمي الناس والبضائع والطعام من الرطوبة والبلل، ويُبعد المساكن عن البعوض الحامل للملاريا، ويقلل من خطر العفن والنمل الأبيض. يسمح السقف المائل بشكل حاد للأمطار الاستوائية الغزيرة بالانزلاق بسرعة، وتُبقي الطنفات الكبيرة المتدلية المياه خارج المنزل وتوفر الظل في الحرارة. يمكن أن تحتوي المنازل في المناطق الساحلية الحارة والرطبة المنخفضة على العديد من النوافذ التي توفر تهوية جيدة، بينما غالبًا ما يكون للمنازل في المناطق الداخلية الجبلية الباردة سقف واسع ونوافذ قليلة.

### أمثلة
- روماه آتشيه (منازل آتشيه) وهي أكبر منازل تقليدية في آتشيه.
- تشمل عمارة الباتاقيين (سومطرة الشمالية) على منازل جابو التي تشبه القارب لشعب توبا باتاق، التي تمتلك جملونات منحوتة مهيمنة وسقفًا كبير الحجم، وهي تستند إلى نموذج قديم.
- يبني المينانغكابو في سومطرة الغربية الروماه غادانغ، وهي منازل تتميز بجملوناتها المتعددة مع نهاياتها الملتفة نحو أعلى التي تشبه قمم الجبال والمتدرجة بشكل كبير.
- تشمل منازل شعوب نياس منازل الرؤساء التي تُعرف باسم أومو سيبوا المبنية على أعمدة ضخمة من الخشب الصلب مع أسطح شاهقة. لم تكن منيعة من الهجمات التي قد تتعرض لها خلال الحروب القبلية السابقة فحسب، بل لم يُستخدم في بنائها أي مسامير، ما أعطاها مرونة لمقاومة الزلازل.
- روماه ملايو (منازل شعب الملايو التقليدية) المبنية على ركائز في سومطرة وبورنيو وشبه جزيرة الملايو.
- تتميز منطقة رياو بقرى مبنية على ركائز فوق المجاري المائية.
- لم يبنِ الجاويون منازلهم التقليدية على أعمدة، على عكس معظم المنازل العامية في جنوب آسيا، أصبحت هذه المنازل النمط العام الإندونيسي الأكثر تأثرًا بالعناصر المعمارية الأوروبية.
- البوبانغان تينغي، بسقوفها شديدة الميلان، وهي منازل كبيرة للملوك والأرستقراطيين البنجاريين في كليمنتان الجنوبية.
- منازل بالي التقليدية، وهي مجموعة من الهياكل الفردية والمفتوحة إلى حد كبير (بما في ذلك الهياكل المنفصلة للمطبخ وأماكن النوم وأماكن الاستحمام والعبادة) داخل مجمع مكون من حديقة ذات جدران عالية.
- يبني شعب ساساك في لومبوك حظائر على أعمدة، وتُصنع الأسقف من أكوام قش الأرز، التي غالبًا ما تكون أكثر تميزًا وتفصيلًا من منازلهم.
- يعيش شعب الداياك بشكل تقليدي في منازل طويلة مشتركة مبنية على أعمدة. يمكن أن يتجاوز طول المنزل 300 متر، لتشكل في بعض الأحيان قرية بأكملها.
- تشتهر توراجا من مرتفعات سولاوسي بما يُعرف بالتونغكونان، وهي منازل مبنية على أعمدة ذات أسقف ضخمة للغاية بميول مبالغ بها، ما يجعل هذه المنازل تبدو صغيرة مقارنة بأسقفها.
- روماه عادات على جزيرة سومبا، تتميز بأسطح مميزة من القش تشبه «قبعة مرتفعة» وبالشرفات الملتفة المظللة بهذه الأسقف.
- يعيش شعب بابوان داني بشكل تقليدي في مجمعات عائلية صغيرة تتكون من عدد من الأكواخ الدائرية التي تُعرف باسم هوناي، مع أسقف مصنوعة من القش تأخذ شكل القبة.

### الانحدار
تتناقص أعداد الروماه عادات في جميع أنحاء إندونيسيا، ويرجع سبب ذلك إلى الفترة الاستعمارية، إذ ينظر الهولنديون عمومًا إلى العمارة التقليدية على أنها عمارة غير صحية، تستند إلى الممارسات الدينسة التقليدية التي يشك فيها الهولنديون. شرعت السلطات الاستعمارية برامج الهدم، واستبدلت المنازل التقليدية بتلك المبنية باستخدام تقنيات البناء الغربية، مثل الطوب والأسقف الحديدية المموجة ومرافق الصرف الصحي الملائمة ونظم التهوية الأفضل. دُرب الحرفيون التقليديون على تقنيات البناء الغربية، وواصلت الحكومة الإندونيسية منذ الاستقلال، الترويج لما يُسمى «روماه سهات سيدرهانا» أي المنزل الصحي البسيط بدلًا من روماه عادات.
نتيجة الانفتاح على اقتصاد السوق، صار بناء روماه عادات -الذي يتطلب عمالة كبيرة مثل منازل الباتالقيين- أمرًا مكلفًا للغاية (كانت القرى في السابق تعمل معًا لبناء منازل جديدة) من ناحية البناء أو الصيانة. لم تعُد الأخشاب الصلبة موردًا مجانيًا يمكن جمعه من الغابات القريبة عند الحاجة إليه، بل أصبحت مادة بناء باهظة الثمن بشكل عام. تسكن الغالبية العظمى من الإندونيسيين الآن في المباني الحديثة العامة بدلًا من روماه عادات (المنازل التقليدية).

== المراجع ==